# الطحاوية
قرية الطحاوية هي إحدى القرى التابعة لمركز بلبيس في محافظة الشرقية في جمهورية مصر العربية. حسب إحصاءات سنة 2006، بلغ إجمالي السكان في الطحاوية 8096 نسمة، منهم 4161 رجل و3935 امرأة.